# Agnieszka Podsiadlik
Agnieszka Podsiadlik (ur. 1981 w Sosnowcu) – polska aktorka teatralna i filmowa.

## Życiorys
Absolwentka PWST w Krakowie. Zadebiutowała na deskach Teatru Śląskiego rolą w spektaklu Czekając na Godota w reżyserii Jerzego Zegalskiego. W sezonie 2003/2004 Grzegorz Jarzyna zaprosił ją do spektaklu Zaryzykuj wszystko granego na Dworcu Centralnym w ramach  projektu Teren Warszawa, po czym do stałego zespołu Teatru Rozmaitości, w którym aktorka jest do dzisiaj. Współpracowała m.in. z Janem Klatą, Michałem Borczuchem, Rene Polleschem. W 2007 roku została podwójnie nominowana do nagrody Feliksa Warszawskiego za rolę pierwszoplanową w spektaklu Przemysława Wojcieszka Cokolwiek się zdarzy, kocham cię i za drugoplanową rolę w spektaklu Helena S w reżyserii Aleksandry Koniecznej.  W 2012 roku zagrała główną rolę w spektaklu wyreżyserowanym przez Wojciecha Klemma Wizyta Starszej Pani, którego premiera odbyła się w szwajcarskim Luzerner Theater. W 2013 roku na 53. Kaliskich Spotkaniach Teatralnych otrzymała nagrodę Grand Prix Festiwalu za najlepszą kreację aktorską w spektaklu Nietoperz Kornela Mundruczó. W 2017 roku przyznano jej nagrodę aktorską za rolę Lipskiej w spektaklu telewizyjnym Traktat o miłości  reż. Agaty Piszcz na Festiwalu Polskiego Radia i Teatru Telewizji „Dwa Teatry” w Sopocie.
Na ekranie Agnieszka Podsiadlik zadebiutowała rolą Klary w spektaklu telewizyjnym Śluby panieńskie wyreżyserowanym przez Krystynę Jandę. W 2010 roku za role w filmach Maraton tańca Magdaleny Łazarkiewicz i Lincz Krzysztofa Łukaszewicza otrzymała nominację do Złotej Kaczki - nagrody miesięcznika Film. Ma na koncie ważne role w docenianych na międzynarodowych festiwalach filmach m.in. Z daleka widok jest piękny Anny i Wilhelma Sasnali wyprodukowanym przez Anton Kern Gallery w Nowym Jorku, Sekret i Jak całkowicie zniknąć Przemysława Wojcieszka. W uhonorowanym na Berlinale Nagrodą Grand Prix Jury filmie Twarz Małgorzaty Szumowskiej, stworzyła z Mateuszem Kościukiewiczem wzruszającą, wielowymiarową relację siostry z bratem, zgodnie ocenioną przez recenzentów jako najważniejszą w filmie. „To jej twarz i jej spojrzenia oddają temat tego filmu, którym nie jest małomiasteczkowość czy pusty katolicyzm, tylko tęsknota” – pisała o roli Podsiadlik Agata Passent.
Osobnym zawodowym rozdziałem jest współpraca z Kubą Czekajem, z którym aktorka spotkała się w dwóch filmach już na etapie powstawania scenariuszy, z czego powstał dyptyk na temat dojrzewania dziecka i jego matki. Pierwszy z filmów Baby Bump miał swoją premierę w 2015 roku na 72. MFF w Wenecji, gdzie zdobył Queerowego Lwa - Wyróżnienie Specjalne, drugi zaś Królewicz Olch rozpoczął tournée po światowych festiwalach w 2015 roku na Berlinale w sekcji „Generation 14plus”.
Podsiadlik zagrała w popularnych produkcjach telewizyjnych takich, jak Ekipa Agnieszki Holland, Głęboka woda Kasi Adamik i Pakt Leszka Dawida.

## Filmografia
| 2003 | Śluby panieńskie czyli magnetyzm serca, reż. Krystyna Janda                    | spektakl telewizyjny               | Klara                              |
| 2004 | Sceny z powstania…, reż. Maciej Górski                                         | spektakl telewizyjny               | sanitariuszka                      |
| 2005 | Jestem, reż. Dorota Kędzierzawska                                              | film fabularny                     | kelnerka                           |
| 2006 | Inka 1946, reż. Natalia Koryncka-Gruz                                          | spektakl telewizyjny               | Regina                             |
|      | Goyta, reż. Joanna Jurewicz                                                    | film krótkometrażowy               | Mariola                            |
|      | 2007: Macbeth, reż. Grzegorz Jarzyna                                           | spektakl telewizyjny               | Oficer, Elvis                      |
| 2007 | Pora umierać, reż. Dorota Kędzierzawska                                        | film fabularny                     | Agnieszka Kozłowska                |
|      | Ekipa, reż. Agnieszka Holland, Kasia Adamik                                    | serial fabularny                   | Weronika Bugaj                     |
| 2009 | Zero, reż. Paweł Borowski                                                      | film fabularny                     | żona kochanka żony prezesa         |
| 2010 | Maraton tańca, reż. Magdalena Łazarkiewicz                                     | film fabularny                     | Joanna „Dżessika”                  |
|      | Lincz, reż. Krzysztof Łukaszewicz                                              | film fabularny                     | Renata Grad, żona Adama            |
| 2011 | Z daleka widok jest piękny, reż. Wilhelm Sasnal, Anna Sasnal                   | film fabularny                     | dziewczyna                         |
|      | Wielkanoc, reż. Monika Jordan Młodzianowska                                    | film krótkometrażowy               | Lilka Marzec                       |
|      | Głęboka woda, reż. Magdalena Łazarkiewicz, Kasia Adamik, Olga Chajdas          | serial fabularny                   | Małgorzata                         |
|      | 80 milionów, reż. Waldemar Krzystek                                            | film fabularny                     | kasjerka                           |
| 2012 | Sekret, reż. Przemysław Wojcieszek                                             | film fabularny                     | Karolina                           |
|      | Painting Painting, reż. Broodie Higgs                                          |                                    | Alicja                             |
|      | Bejbi blues, reż. Katarzyna Rosłaniec                                          | film fabularny                     | policjantka na komisariacie        |
| 2013 | Głęboka woda. Sezon 2, reż. Magdalena Łazarkiewicz, Kasia Adamik, Olga Chajdas | serial fabularny                   | Małgorzata Kopiec                  |
| 2014 | Sąsiady, reż. Grzegorz Królikiewicz                                            | film fabularny                     | sąsiadka od snów                   |
|      | Między nami dobrze jest, reż. Grzegorz Jarzyna                                 | spektakl telewizyjny               | prezenterka telewizyjna            |
|      | Książę, reż. Karol Radziszewski                                                | serial dokumentalny-fabularyzowany | Teresa Nawrot                      |
|      | Jak całkowicie zniknąć, reż. Przemysław Wojcieszek                             | film fabularny                     | Olga                               |
|      | Cukier stanik, reż. Agata Puszcz                                               | spektakl telewizyjny               | Baba Kapo                          |
| 2015 | Hiszpanka, reż. Łukasz Barczyk                                                 | film fabularny                     | Helena Paderewska                  |
|      | Baby bump, reż.Kuba Czekaj                                                     | film fabularny                     | Mamuśka                            |
| 2016 | Traktat o miłości, Agata Puszcz                                                | spektakl telewizyjny               | Joanna Lipska                      |
|      | Pakt, reż. Leszek Dawid                                                        | serial fabularny                   | Martyna Krupicz, agentka ABW       |
|      | Królewicz olch, reż. Kuba Czekaj                                               | film fabularny                     | kobieta                            |
| 2017 | 60 kilo niczego, reż. Piotr Domalewski                                         | film krótkometrażowy               | żona Krzysztofa                    |
|      | Twarz, reż. Małgorzata Szumowska                                               | film fabularny                     | siostra Jacka                      |
| 2018 | Kantor. Nigdy już tu nie powrócę., reż. Jan Hryniak                            | film fabularny (w produkcji)       | Maria Stangret, druga żona Kantora |

## Teatr
Teatr Rozmaitości w Warszawie
| 2003 | Zaryzykuj wszystko, reż. Grzegorz Jarzyna                     | Viola                 |
| 2004 | Uwięzieni, reż. Marcin Wrona                                  | -                     |
|      | Sny, reż. Łukasz Kos                                          | -                     |
|      | Pit-bull, reż. Arkadiusz Tworus                               | -                     |
|      | Tlen, reż. Aleksandra Konieczna                               | -                     |
| 2005 | Benvolio i Rozalina, reż. Redbad Klynstra                     | -                     |
|      | Cokolwiek się zdarzy, kocham cię., reż. Przemysław Wojcieszek | Magda                 |
|      | Mleko, reż. Rafał Betlejewski                                 |                       |
|      | 2008: Macbeth, reż. Grzegorz Jarzyna                          |                       |
| 2006 | Helena S., reż. Aleksandra Konieczna                          | Malve                 |
|      | Weź przestań, reż. Jan Klata                                  | Adrenalinka           |
|      | Strefa działań wojennych, reż. Natalia Korczakowska           | -                     |
| 2007 | Ragazzo dell’Europa, reż. Rene Pollesch                       | -                     |
| 2009 | Między nami dobrze jest, reż. Grzegorz Jarzyna                | Prezenterka           |
| 2010 | Wiarołomni, reż. Artur Urbański                               | Anna Berg             |
|      | Metafizyka dwugłowego cielęcia, reż. Michał Borczuch          | Mirabella Parvis      |
| 2011 | Jackson Pollesch, reż. Rene Pollesch                          | -                     |
| 2012 | Nietoperz, reż. Kornél Mundruczó                              | Irys                  |
| 2014 | Druga kobieta, reż. Grzegorz Jarzyna                          | Marta(autorka sztuki) |
| 2016 | Jezioro, reż. Yana Ross                                       | Nina                  |
| 2017 | Moja walka, reż. Michał Borczuch                              | -                     |
|      | Kalifornia/Grace Slick, reż. Rene Pollesch                    | -                     |

Role gościnne:
Teatr Śląski im. Stanisława Wyspiańskiego w Katowicach
Czekając na Godota, reż. Jerzy Zegalski
Wrocławski Teatr Współczesny im. Tadeusza Wiercińskiego
Pasażerka, reż. Natalia Korczakowska
Muzeum Powstania Warszawskiego w Warszawie
Zawiadamiamy Was, że żyjemy. Dubbing 44, reż. Marcin Liber